# Agia-Irini-Schlucht

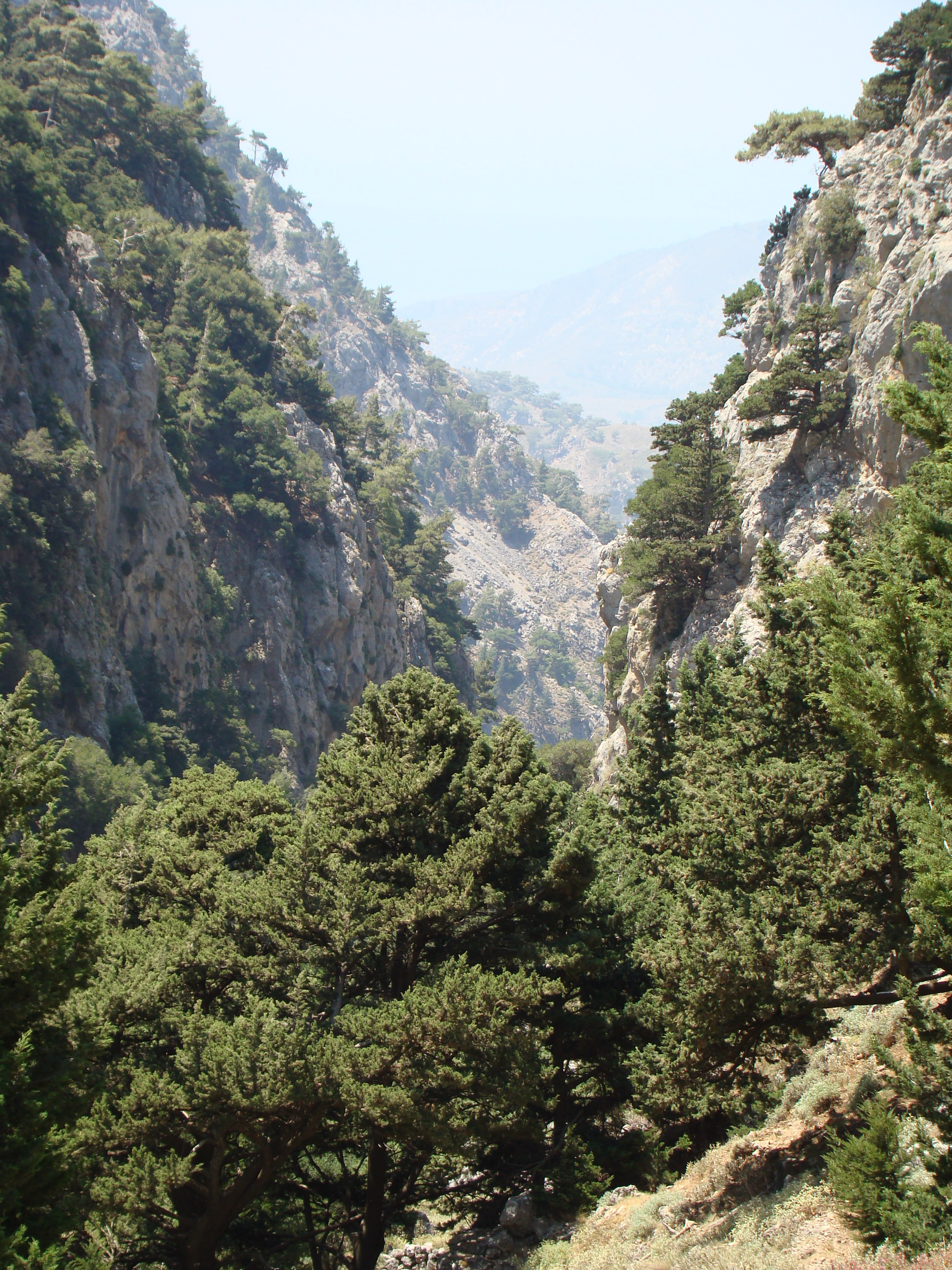
Agia-Irini-Schlucht

Die Agia-Irini-Schlucht (griechisch Φαράγγι Αγίας Ειρήνης ‚Schlucht der Heiligen Irene‘) liegt im Gebirgsmassiv Lefka Ori im Südwesten der griechischen Insel Kreta. Mit ihren hoch aufragenden Felswänden und einer artenreichen Flora ist sie eines der beliebtesten Wanderziele in der Region.

## Geschichte
Wie die Samaria-Schlucht war auch die Schlucht der Heiligen Irene mehrfach ein Fluchtort der lokalen Bevölkerung. 1866 versuchten die Osmanen unter der Herrschaft von Mustafa Naili Pascha einen Volksaufstand niederzuschlagen, bei dem etwa tausend Frauen und Kinder in der Schlucht Zuflucht suchten. Der Angriff misslang, da der Zugang der Schlucht von kretischen Widerstandskämpfern erfolgreich verteidigt werden konnte.
1943 wurden in dem östlich des Schluchtausganges gelegenen Bergdorf Koustogerako in einer Vergeltungsaktion der deutschen Wehrmacht gegen in der Region operierende Partisanen alle Frauen und Kinder des Ortes erschossen.
Die erste geführte Gruppenwanderung durch die Schlucht wurde 1973 vom Bergsteigerverein Chania (EOS) veranstaltet und mit einem großen Volksfest gefeiert. In den Jahren danach legte die Gemeinde einen relativ gut begehbaren Pfad an, der auch von Wanderern ohne alpine Erfahrung begangen werden kann.

## Lage und Zugang

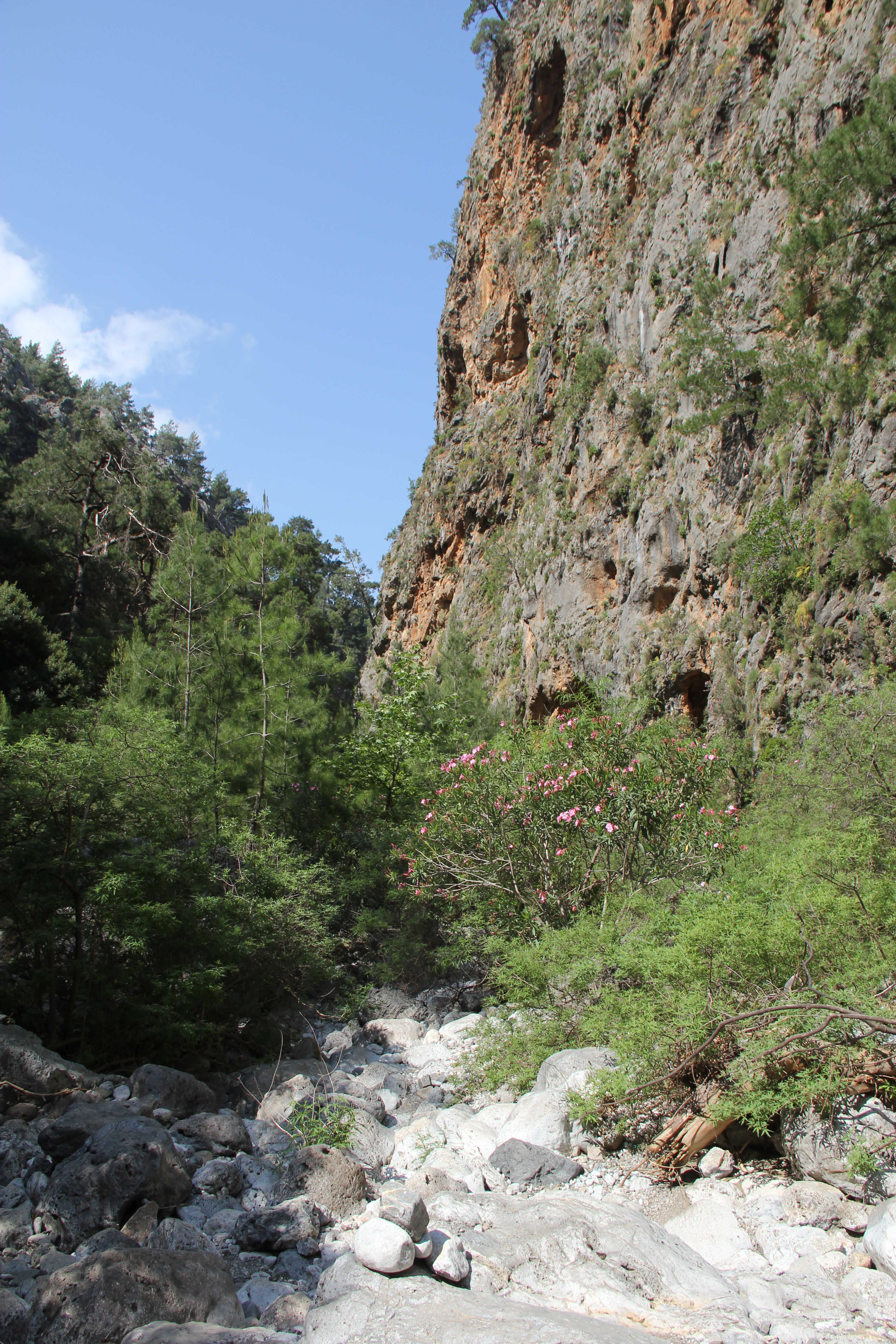
Felsiges Schluchtbett

Die Agia-Irini-Schlucht beginnt an der Landstraße von Chania nach Sougia nahe der Ortschaft Agia Irini und endet kurz vor dem Dorf Sougia am Libyschen Meer. Die Anfahrt ist mit einem mehrmals täglich verkehrenden Linienbus möglich, vom Küstenort Sougia aus kann auch ein Sammeltaxi in Anspruch genommen werden. Die Wanderung ist vornehmlich im Sommerhalbjahr (in der Regel ab April) durchführbar, wenn der Wildbach in der Schlucht nur wenig Wasser führt. Für den Zugang wird eine kleine Eintrittsgebühr verlangt.
Durch die Schlucht führt der Europäische Fernwanderweg E4.

## Schluchtverlauf
Am unteren Ortsausgang von Agia Irini weist ein Wanderschild den Weg in die Schlucht. Kurz nach einem Kassenhäuschen beginnt der Abstieg in  die Schlucht. Auf dem etwa sieben Kilometer langen Wanderweg gibt es mehrere mit Brunnen ausgestattete Rastplätze. Vom Ausgang der Schlucht nahe des Dorfes Koustogerako wird nach weiteren drei Kilometern Sougia erreicht. Der Höhenunterschied vom Ausgangspunkt bis zum Meer hinab beträgt etwa 560 Meter. Für die gesamte Strecke sollten gut vier Stunden eingeplant werden.

## Flora und Fauna

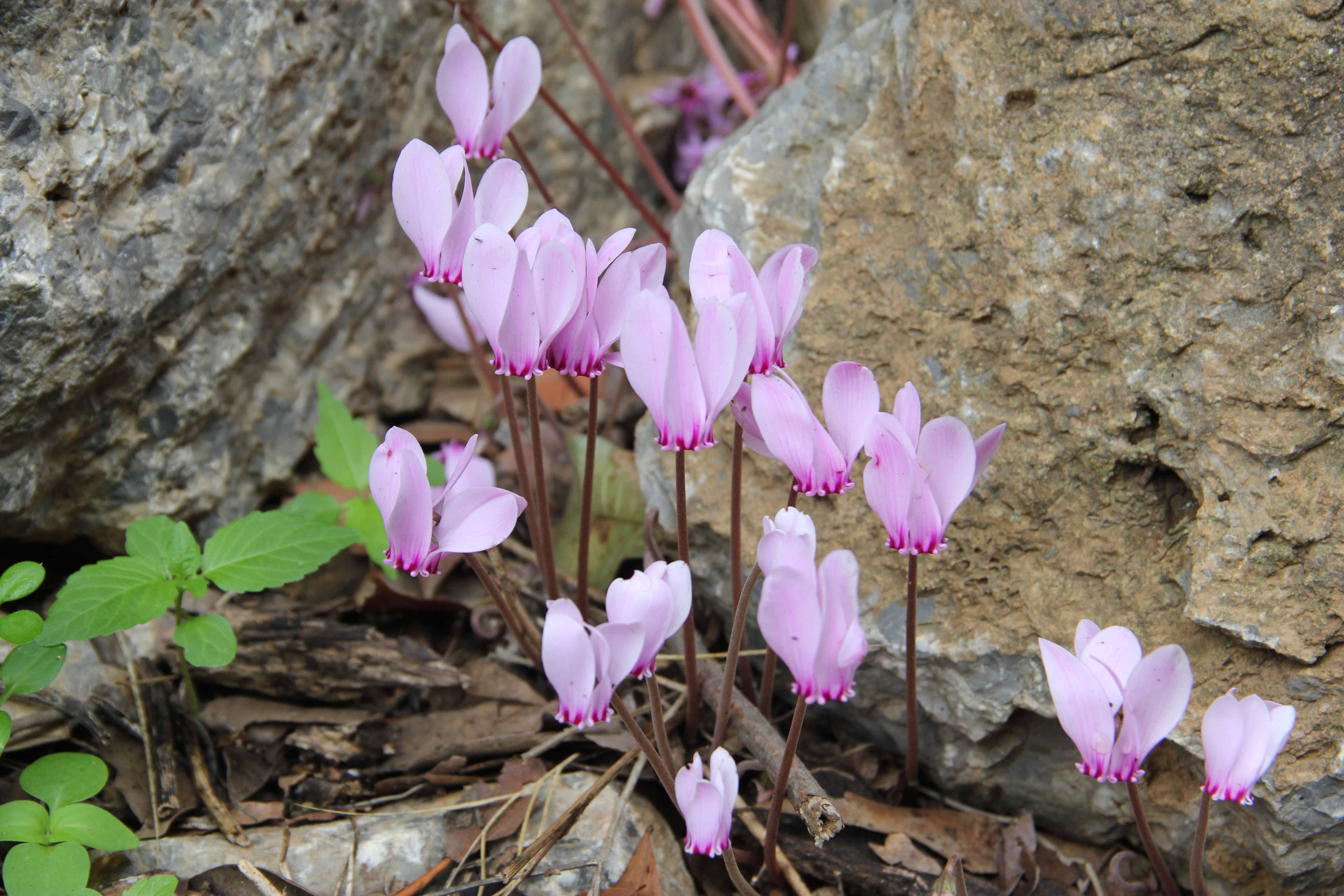
Kretisches Alpenveilchen

Entlang des Bachlaufs durch die Schlucht  stehen vornehmlich Zypressen und Morgenländische Platanen, im Frühjahr blühen zahlreiche Wildblumen, u. a. Anemonen, Gemeine Drachenwurz (Dracunculus vulgaris) und das Kretische Alpenveilchen (Cyclamen creticum). Eine Besonderheit ist der an den Kalkfelswänden wachsende Diptam-Dost (Origanum dictamus), dieser wird als Tee aufgegossen zur Wundheilung verwendet.
Ursprünglich lebte in der Schlucht die Kretische Wildziege (Capra aegagrus cretica), sie kommt heute nur noch in unzugänglichen Regionen der Samaria-Schlucht vor.

## In der Nähe
In die Agia-Irini-Schlucht mündet von Norden kommend die Fygou-Schlucht ein, sie kann ebenfalls erwandert werden.